# Brian Bayeye
Brian Jephte Bayeye (ur. 30 czerwca 2000 w Paryżu) – piłkarz z Demokratycznej Republiki Konga grający na pozycji prawego obrońcy. Od 2023 jest zawodnikiem klubu Ascoli Calcio, do którego jest wypożyczony z Torino FC.

## Kariera klubowa
Swoją karierę piłkarską Bayeye rozpoczął w klubie Troyes AC. W sezonie 2013/2014 zadebiutował w jego rezerwach. W 2019 roku przeszedł do US Catanzaro. Swój debiut w nim w Serie C zaliczył 4 lutego 2020 w wygranym 4:0 domowym meczu z US Viterbese 1908.
Latem 2020 Bayeye został wypożyczony do AC Carpi. Zadebiutował w nim 11 października 2020 w przegranym 1:2 wyjazdowym spotkaniu z Imolese Calcio 1919. W Carpi grał przez rok, a następnie wrócił do Catanzaro, w którym spędził sezon 2021/2022.
W 2022 roku Bayeye przeszedł do pierwszoligowego Torino FC. Swój debiut w nim zanotował 28 stycznia 2023 w zremisowanym 2:2 wyjazdowym meczu z Empoli FC.
Latem 2023 Bayeye udał się na wypożyczenie do Ascoli Calcio, w którym zadebiutował 2 września 2023 w przegranym 1:3 wyjazdowym meczu z FC Südtirol.
| Sezon   | Klub         | Kraj    | Rozgrywki              | Mecze | Bramki |
| ------- | ------------ | ------- | ---------------------- | ----- | ------ |
| 2018/19 | Troyes AC B  | Francja | Championnat National 3 | 2     | 0      |
| 2019/20 | US Catanzaro | Włochy  | Serie C                | 2     | 0      |
| 2020/21 | US Catanzaro | Włochy  | Serie C                | 1     | 0      |
| 2020/21 | AC Carpi     | Włochy  | Serie C                | 21    | 0      |
| 2021/22 | US Catanzaro | Włochy  | Serie C                | 24    | 0      |
| 2022/23 | Torino FC    | Włochy  | Serie A                | 2     | 0      |

## Kariera reprezentacyjna
W reprezentacji Demokratycznej Republiki Konga Bayeye zadebiutował 13 października 2023 w zremisowanym 1:1 towarzyskim meczu z Nową Zelandią, rozegranym w Murcji. W 2024 roku powołano go do kadry na Puchar Narodów Afryki 2023. Rozegrał w nim jeden mecz, o 3. miejsce z Południową Afryką (0:0, k. 5:6).